# João Henrique Andresen

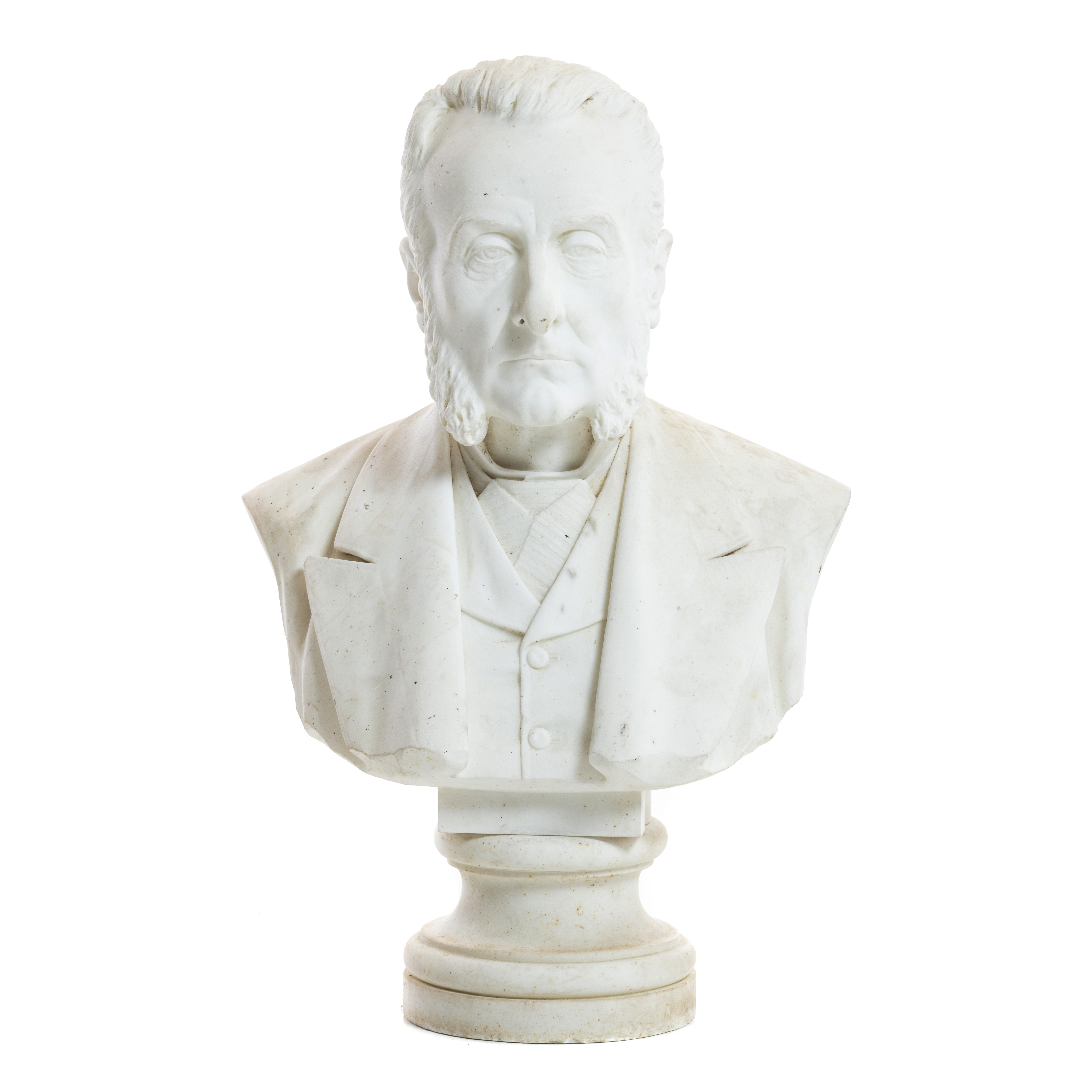
Imagem do busto de Jann Hinrich Andresen

Jann Hinrich Andresen (Oevenum, Ilha de Föhr, Dinamarca, 29 de Janeiro de 1826 — Lisboa, 7 de Março de 1894) foi um armador, negociante e industrial do Porto (Portugal) na segunda metade do século XIX. Depois de se fixar no Porto, usou o nome de João Henrique Andresen, tendo adoptado a nacionalidade portuguesa em 1854.

## Família
Jann Hinrich era o filho mais novo de Thomas Andresen (Ribe, Ostervedstedt, 6 de Março de 1789 — Wyk, Ilha de Föhr, 18 de Junho de 1864) e de Thurke Poppen (Oevenum, Ilha de Föhr, 8 de Maio de 1784 — Wyk, Ilha de Föhr, 8 de Dezembro de 1865). 
Na adolescência, depois de frequentar a escola primária da sua terra-natal e da confirmação (Fevereiro de 1841) na igreja luterana de S. João de Föhr, Jann, como a maioria dos jovens da ilha, tornou-se aprendiz de marinheiro. Um desentendimento com o capitão levou-o a fugir do veleiro em que seguia, quando o barco aportou no rio Douro ao cais da Ribeira no Porto para se abastecer. Acolhido por um negociante de Cima do Muro, Jann Hinrich passaria a viver e a trabalhar na cidade do Porto, onde gerou larga descendência.
Os primeiros filhos, João e Henrique, nascidos em 1857 e 1858 e baptizados como filhos de pai incógnito em Miragaia e S. Nicolau, foram fruto da relação amorosa que João Henrique Andresen manteve com uma jovem da Ribeira, Joaquina da Conceição, que terá falecido pouco depois. Por volta de 1860, João Henrique Andresen enviou esses filhos para casa de sua irmã Gardina Andresen, casada com Fedder Andresen, com um pequeno estabelecimento comercial em Wyk, na ilha de Föhr.
Os dois rapazes frequentaram aí a escola primária, emigrando na adolescência, com 15 e 16 anos, de Hamburgo para Nova Iorque, e naturalizando-se depois cidadãos americanos, com os nomes de John Henry Andresen e Henry Andresen. Com a ajuda do pai, que pensavam ser um «tio rico do Porto», estabeleceram-se no comércio. O segundo acabou por se fixar em Louisville, no Kentucky, onde casou, em 1904, e onde viria a falecer, em 1945, sem descendência. O mais velho, John Henry Andresen, ficou em Brooklyn, Nova Iorque, onde casou em 1884 com uma jovem de origem alemã, Emma Ruger, de quem teria dois filhos, que asseguraram a continuidade do ramo americano da família Andresen, hoje espalhado por várias cidades dos EUA. 
Em 19 de Agosto de 1860, João Henrique Andresen casou com Maria Leopoldina Guimarães de Amorim de Brito (1834-1903), filha do médico militar Joaquim Tomás de Brito e de Maria Amélia Guimarães de Brito. Tiveram oito filhos, mas dois (Tomás, 1863-1865; e Gardina, 1865-1865) faleceram na infância. Os outros seis, João Henrique Andresen Júnior (1861-1900), Alberto Henrique Andresen (1865-1937), Olinda de Brito Andresen (1867-1911), Júlio Henrique Andresen (1868-1927), Inês de Brito Andersen (1870-1963) e Guilherme Henrique Andresen (1872-1936), tiveram larga descendência. Actualmente, os descendentes de João Henrique Andresen concentram-se sobretudo nas cidades do Porto e Lisboa, mas muitos estão espalhados pelo país e pelo mundo (EUA, Chile, Inglaterra, França, Austrália, etc.). 
Em Portugal, entre a sua descendência, destacaram-se, na literatura, Sophia de Mello Breyner Andresen e Ruben A., na política e na engenharia, Alfredo Nobre da Costa, na arquitectura, João Andresen, na pintura, Theodora Andresen de Abreu, entre outros, designadamente nas áreas do jornalismo e da comunicação, da diplomacia, música, medicina, advocacia, gestão, história, jardins e paisagem. 

## A empresa J.H. Andresen
Quando fugiu do veleiro em que servia como grumete, Jann Hinrich Andresen foi acolhido em casa do comerciante Francisco dos Santos, com loja de abastecimento de géneros a navios em Cima do Muro, que o empregou como caixeiro. Com 15 ou 16 anos, Jann terá desempenhado bem as suas tarefas, aprendido a língua e os hábitos locais, as práticas comerciais, os movimentos portuários e os meandros burocráticos dos negócios de navegação, ganhando, em pouco tempo, a confiança do patrão, que formou com ele sociedade em 1845. A essa sociedade seguiu-se outra, em Janeiro de 1849, a Francisco dos Santos & C.ª, com sede na Rua da Reboleira, revelando a expansão dos negócios da sociedade anterior, incluindo a compra de um veleiro de longo curso, a escuna Santos Primeiro. Na nova sociedade, o papel de J. H. Andresen foi ainda mais importante, com toda a escrituração a seu cargo, os contactos com os capitães de navios e os despachos alfandegários. O sucesso dos negócios permitiu comprar novos veleiros e aumentar as operações de importação e exportação.
Ao completar 25 anos, João Henrique Andresen decidiu estabelecer-se como negociante por conta própria. Instalou-se na Rua da Reboleira, mas, logo a seguir, findo o processo de liquidação da sociedade Francisco dos Santos & C.ª, passou para a Rua dos Ingleses, onde se concentravam então as principais casas de comércio da cidade do Porto. De início, J. H. Andresen continuou a dedicar-se aos mesmos ramos de negócio que tivera com Francisco dos Santos, como agente de navegação, proprietário ou co-proprietário de vários barcos, a começar pela escuna Deolinda, que pertencera à sociedade Francisco dos Santos & C.ª, a que se seguiram outros veleiros, até adquirir o vapor Duque do Porto, em 1858. A par da actividade de agente de navegação, dedicou-se ao comércio geral de importação e exportação. Por volta de 1854, tornou-se sócio da Associação Comercial do Porto, onde desempenhou um papel proeminente na defesa dos interesses mercantis da cidade e onde ocupou, por diversas vezes, cargos de direcção. Em 1889, seria elevado à categoria de sócio honorário.
Desde a década de 1850, J. H. Andresen envolveu-se activamente na defesa da marinha mercante, através da Associação Comercial do Porto e da participação em empresas seguradoras e de reboques, nomeadamente a Companhia de Seguros Equidade e a Companhia de Reboques Marítimos e Fluviais.
A partir de 1860, sem abandonar a marinha mercante e o comércio geral, J. H. Andresen estendeu a sua actividade a novos e lucrativos ramos de comércio e de indústria. No início dessa década, lançou-se no comércio de vinhos. Progressivamente, aumentou os volumes de exportação, ultrapassando mais de mil pipas em 1875. Ao mesmo tempo, adquiriu grandes armazéns em Gaia e propriedades do Douro. Investiu também na tanoaria, que transformou, no início da década de 1880, numa tanoaria a vapor, uma das mais avançadas da época.
Em 1871, instalou uma fábrica de destilação na Afurada, produzindo grandes quantidades de aguardente de cereais, a que associou também uma unidade de moagens, rentabilizando ambas e tornando-se um dos maiores industriais desses dois sectores no Norte do país.
Em 1883, criou uma filial da casa Andresen na pequena cidade de Manaus, capital do Amazonas. No limiar da euforia dos negócios da borracha amazónica, que monopolizava o mercado mundial numa época em que se multiplicava a sua utilização em diferentes sectores industriais, a filial de J. H. Andresen em Manaus tornou-se fornecedora de muitos seringais, aviadora e exportadora de borracha e outros produtos da selva amazónica, casa de câmbios, depois casa bancária, e agente de navegação na bacia do Amazonas, com barcos próprios, a começar pelo vapor-rebocador Jane, que, desde 1890, fazia viagens regulares no Rio Solimões, levando e trazendo passageiros e mercadorias.
Ainda na década de 1880, lançou a «Linha de Vapores Portugueses de J. H. Andresen», com carreiras regulares entre Portugal, Brasil, EUA e Grã-Bretanha. A primeira viagem realizou-se em Abril de 1887 com o paquete John & Albert, mandado contruir em Inglaterra. J. H. Andresen era então o maior armador do Porto. Ao longo da sua longa carreira empresarial no ramo da marinha mercante, dispôs de 38 veleiros e vapores.
Quando João Henrique Andresen faleceu, em 1894, deixou uma grande fortuna e uma empresa próspera, actuando na navegação e em diversos ramos de comércio e indústria, no Porto e em Manaus, que a viúva e os seis filhos transformaram numa sociedade familiar por quotas, a J. H. Andresen, Sucessores. Em 1919, a empresa, muito afectada pela crise da borracha amazónica e pelo impacto da Grande Guerra, estava reduzida a quatro sócios e a pouco mais do que o comércio de vinhos, transformando-se, nesse ano, numa sociedade por quotas de responsabilidade limitada, a J. H. Andresen, Sucessores, Lda. As vicissitudes familiares, com a morte de vários sócios, bem como a crise económica de 1929 e a Grande Depressão dos anos trinta, cujos efeitos no comércio de vinho do Porto se agravaram com a II Guerra Mundial, traduziram-se na alienação das quotas da família Andresen a terceiros, sendo a última quota vendida em 1942, a Albino Pereira dos Santos, cujos herdeiros mantêm ainda hoje a empresa J. H. Andresen, Sucessores, Lda na posse família Flores dos Santos.

## Livro sobre J.H. Andresen
O livro J.H. Andresen - A família, a empresa e o tempo (1841-1942), editado pela Afrontamento, da autoria do historiador Gaspar Martins Pereira, professor catedrático da Universidade do Porto, é uma obra com muita informação sobre a vida da família Andresen (com muitas fotografias), mas também sobre a sociedade portuguesa da época e muito especialmente da portuense. Na sua edição de 14 de dezembro, o jornal Diário de Notícias reproduz o prefácio assinado por um dos seus bisnetos, João van Zeller, que teve a ideia de promover a história não só de J.H., ou Jota Agá (é assim que diz que o seu avô sempre foi designado), como do primeiro século da saga familiar. 
Com chancela das Edições Afrontamento, J. H. Andresen, A Família, a Empresa e o Tempo 1841-1942 foi lançado a 29 de novembro de 2022 na Galeria da Biodiversidade – Centro Ciência Viva do Museu de História Natural e da Ciência da U.Porto (MHNC-UP). Um momento assinalado com o descerramento do busto de João Henrique Andresen, também por iniciativa de João van Zeller. 